# Juan Pablo Fernández Carter
Juan Pablo Fernández Carter (Santiago, 15 de febrero de 1985) es un productor cinematográfico chileno. Fue parte de la formación del colectivo artístico Sure, el cual se transformó en la productora audiovisual Merced. Fue productor ejecutivo del Festival Internacional de Documentales de Santiago (FIDOCS) entre 2015 y 2018.

## Biografía
Nacido en Santiago, Juan Pablo asistió a estudiar Cine en la Escuela de Cine de Chile, donde formó parte del colectivo Sure. Sus primeras producciones cinematográficas fueron dos cortometrajes, titulados Santa Lucía.zip (2004), el cual obtuvo el primer lugar en la Competencia Estudiantes de Cine y Audiovisual del XI Festival Internacional de Cine de Valdivia, y Bubble Wand (2006), el cual estuvo nominado en la edición XIII del mismo certamen.
El 30 de octubre de 2008, estrena su primer largometraje como productor cinematográfico, titulado Papá o 36.000 juicios de un mismo suceso, película protagonizada por Willy Semler que cuenta con la particularidad de que cada vez que se reproduce recombina de forma aleatoria sus capítulos, dando lugar a cerca de 3.000.000 de finales distintos. En 2010 tiene su debut como director con la película Mamá, protagonizada por Elisa Zulueta y que fue remezclada 200 veces por él mismo para su lanzamiento.
A lo largo de su tiempo en Sure, estuvo encargado de producir videoclips para distintos artistas entre los cuales destaca Gepe. Este colectivo terminó derivando en la productora Merced, para la cual ha producido principalmente películas y videos musicales.Los primeros largometrajes producidos por Fernández en dicha empresa fueron LAIS (2013), MILF (2014) y Coach. En este lapso, se une al Festival Internacional de Documentales de Santiago (FIDOCS) como productor ejecutivo del festival.
En 2016, produce Constitución, el primer largometraje chileno en realidad virtual. Es protagonizado por Mariana Di Girolamo y se estrenó el 21 de noviembre del mismo año en el Cinemark Alto Las Condes. Dos años después, el 6 de octubre de 2018, se estrena Hotel Zentai en el Festival de Cine de Raindance, segunda película en realidad virtual producida por Fernández. También es estelarizada por Mariana Di Girolamo y trata sobre cuatro historias que se entrelazan en un club zentai, un fetiche japonés en el que hombres y mujeres se frotan entre sí utilizando trajes de nailon. En este mismo año, vive su último periodo como producto ejecutivo de FIDOCS.
En 2019, en Santiago, comienza la producción de su largometraje más exitoso hasta el momento, titulado La Verónica. La película se terminó de rodar en octubre, durante el estallido social que atravesaba Chile. Fue estrenada en el Festival Internacional de Cine de San Sebastián en septiembre de 2020, donde fue nominada en la categoría horizontes latinos. También estuvo seleccionada en el Festival Internacional de Cine de Toronto y el Festival Internacional del Nuevo Cine Latinoamericano de La Habana, donde ganó los premios Signis y FIPRESCI. Es protagonizada por Mariana Di Girolamo, quien encarna a Verónica Lara, una modelo popular en las redes sociales que vive una vida aparentemente feliz junto a su marido, pero todo cambia cuando descubre que es la principal sospechosa en la investigación del asesinato de su hija ocurrido hace 10 años. El metraje cuenta con la particularidad de que fue grabado en más de 50 planos secuencia en los que la protagonista siempre se encuentra en primer plano.

## Filmografía
- Santa Lucía.zip (2004)
- Bubble Wand (2006)
- Papá o 36.000 juicios de un mismo suceso (2008)
- The Bubble-Wand Remixes (2009)
- Mamá (2010)
- LAIS (2013)
- MILF (2014)
- Coach (2016)
- Constitución (2016)
- Hotel Zentai (2018)
- La Verónica (2020)